# Kastell Seligenstadt
Das Kastell Seligenstadt war ein römisches Kastell an der Mainlinie des Obergermanisch-Raetischen Limes in Seligenstadt im Landkreis Offenbach in Hessen. Heute ist die Anlage komplett überbaut und nicht mehr oberirdisch sichtbar.

## Lage
Das Kastell Seligenstadt ist abgesehen von dem leicht rückwärtig am Main gelegenen Kastell Hainstadt, das aber mit Kastell Salisberg und Stockstadt etwas früher in domitianischer Zeit anzusetzen ist, das nördlichste Kastell der Mainlinie vor dem Übergang des Limes über den Fluss bei Großkrotzenburg.
Das Kastell befindet sich im Stadtkern von Seligenstadt auf einer leichten Erhebung, die von Westen auf einer Höhe von etwa 109 m ü. NN zungenförmig in die Ebene des Main hineinreicht. Das kleine Plateau überragt den Fluss um vier Meter und bot damit einen gewissen Schutz vor Hochwasser. Von Westen war es leicht zu erreichen, während sich nördlich und südlich leichte Niederungen befinden, die zum Main entwässern.

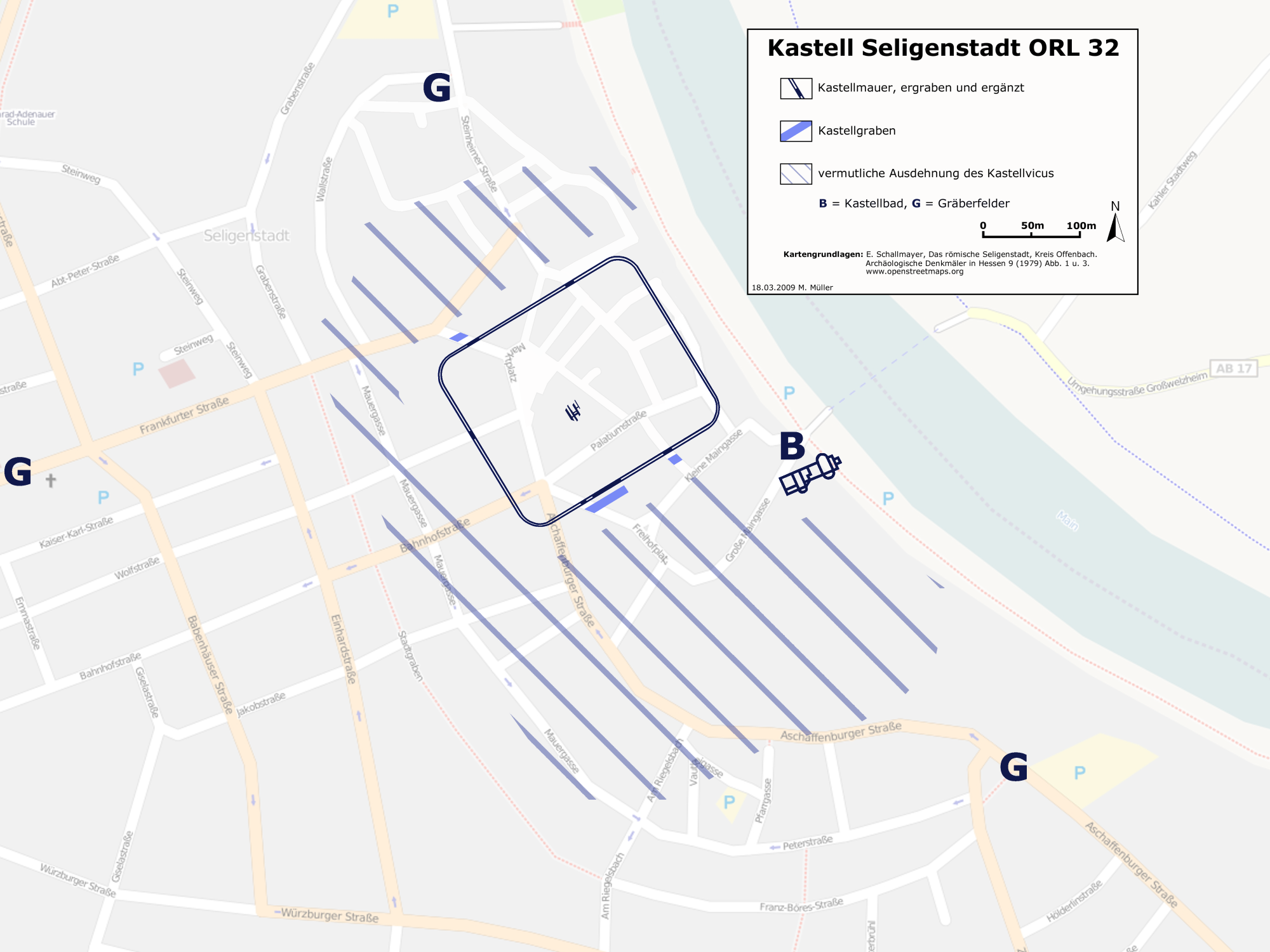
Kastell Seligenstadt ORL 32, Lageplan

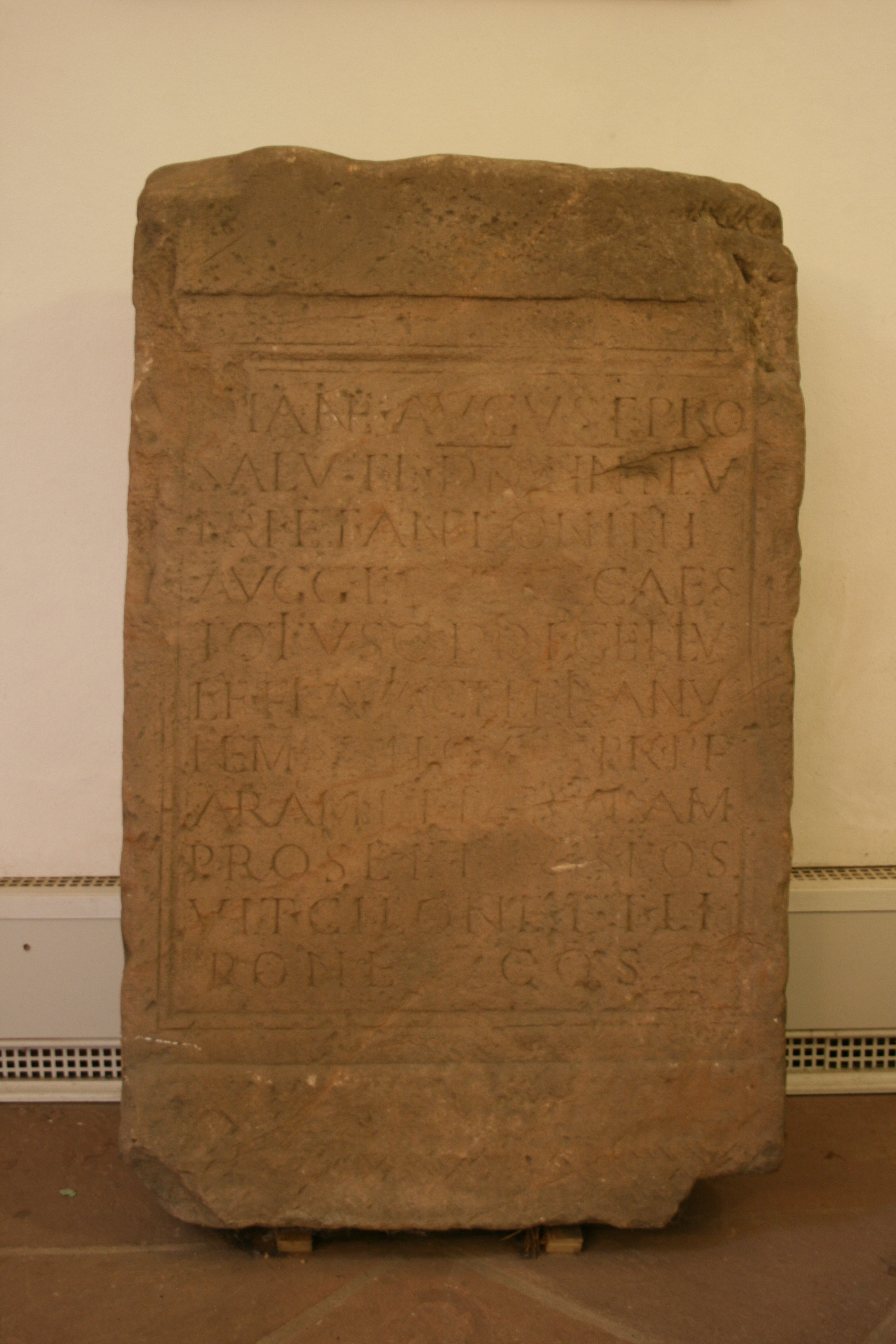
Weihestein des L(ucius) Gellius Celerianus für Diana der im Torturm des mittelalterlichen Maintores vermauert war. Ausstellung im Landschaftsmuseum Seligenstadt, mit freundlicher Genehmigung des Museums.

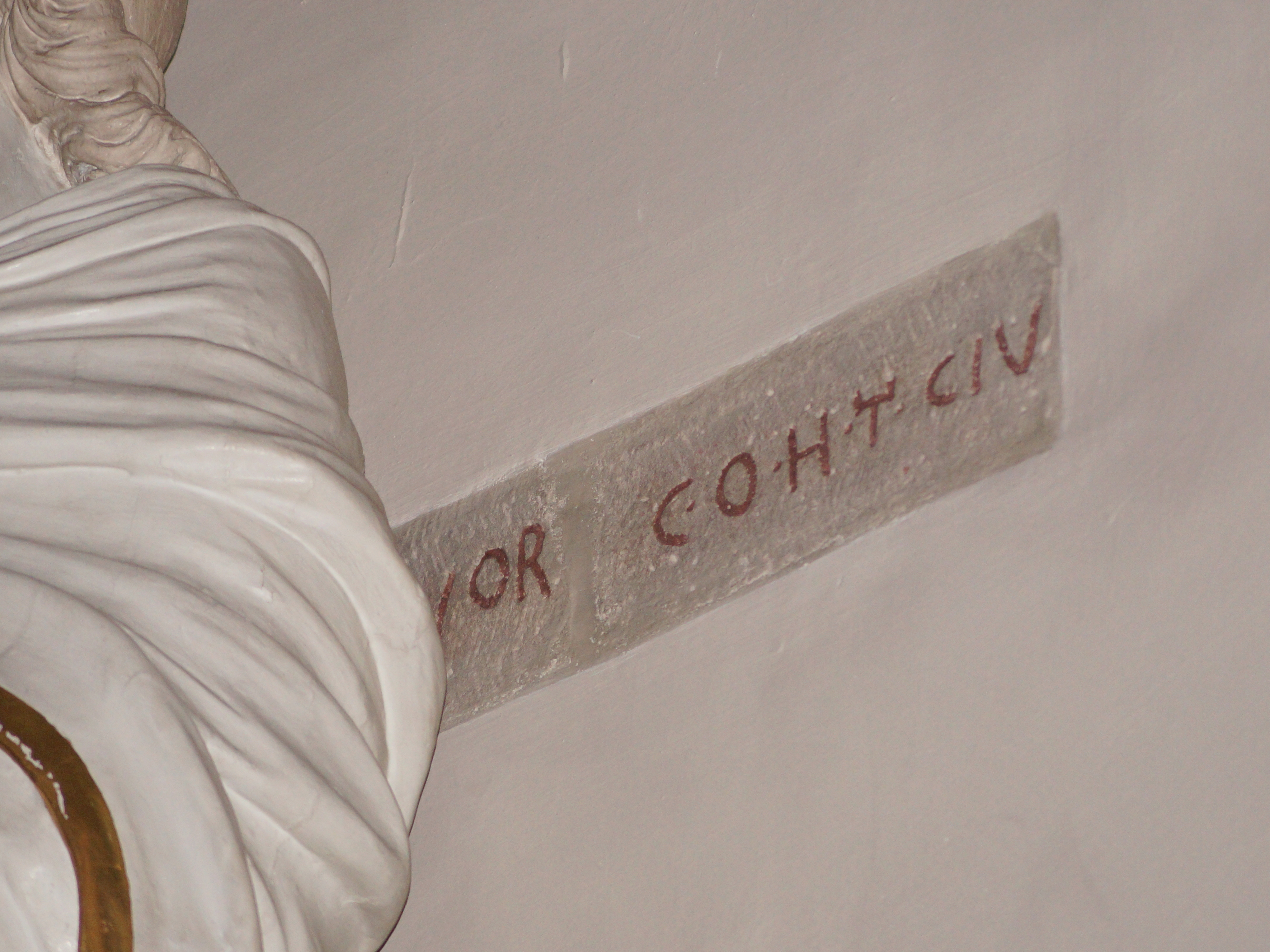
Vermauerte Inschrift der coh. I c.r. eq. in der Einhard-Basilika. Leider nur teilweise zu sehen. Hinter der Figur des Apostels Bartholomaeus befindet sich noch ein Teil mit der Lesung „ROMANOR“ (die Reihenfolge der Steine wurde offensichtlich bei der Einmauerung vertauscht).

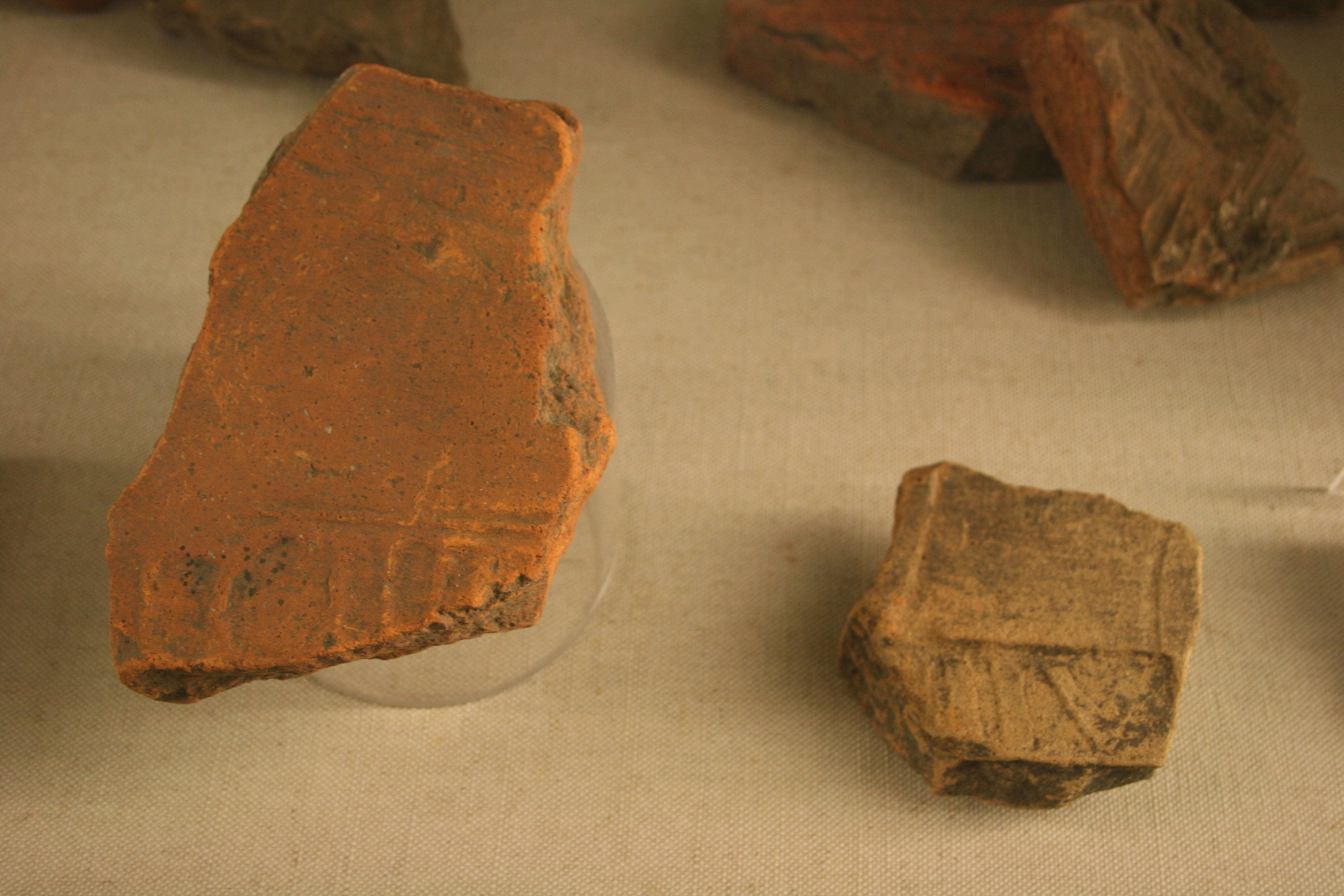
Ziegelstempel im Landschaftsmuseum Seligenstadt

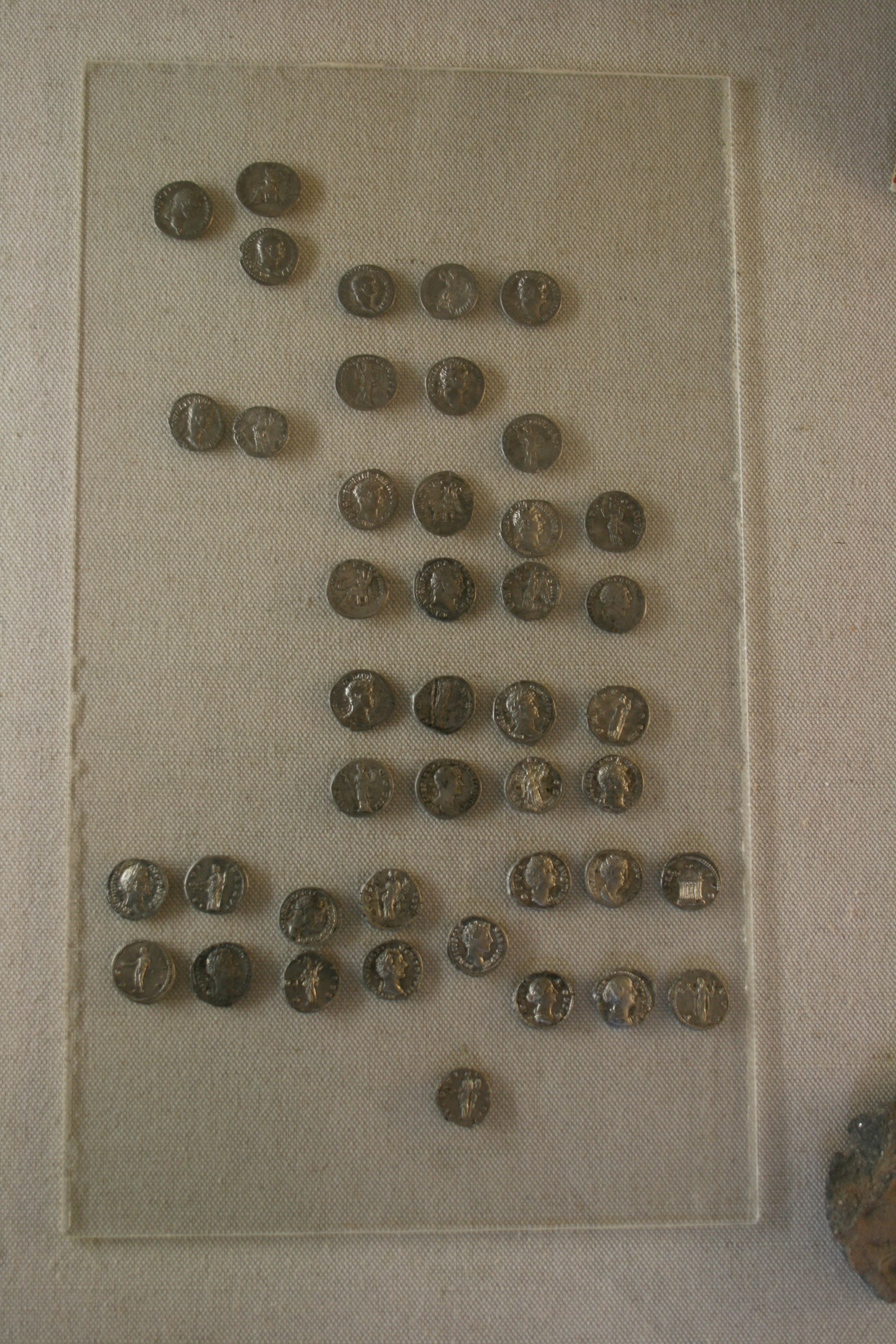
Münzschatz aus dem Kastellvicus Seligenstadt. Ausstellung von Teilen im Landschaftsmuseum Seligenstadt.

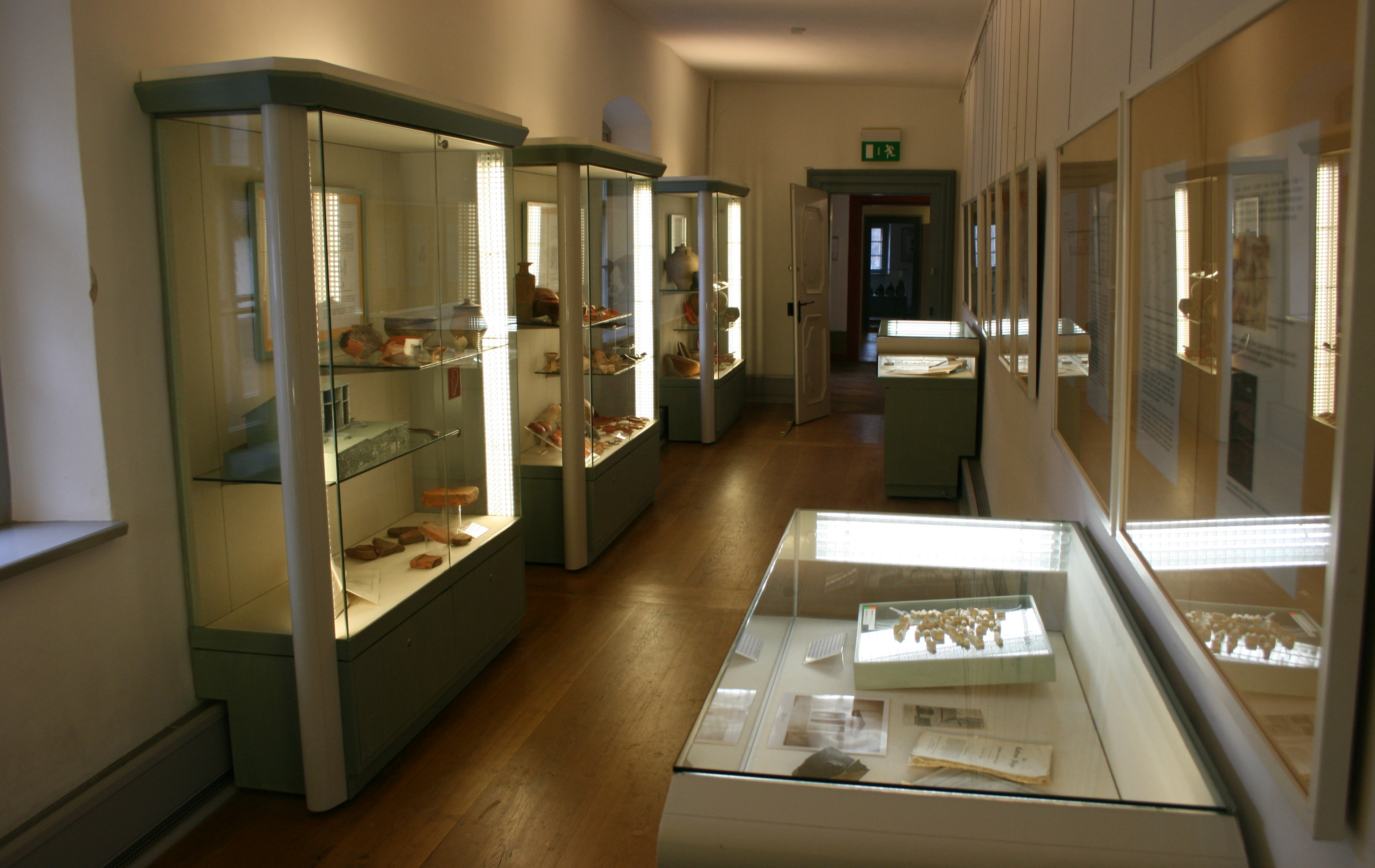
Landschaftsmuseum Seligenstadt, Blick in die römische Abteilung

## Forschungsgeschichte
Römische Funde ließen seit dem Beginn des 19. Jahrhunderts bereits ein römisches Kastell in Seligenstadt vermuten. So fand man beim Kiesgraben 1816/17 vor dem Frankfurter Tor Bruchstücke römischer Gefäße. Beim Abbruch der Stadtmauer am Maintor wurden Reste von Mauern und Hypokausten gefunden, die aber erst beim Abbruch des Maintores 1840/41 als Teil des römischen Kastellbades gedeutet wurden. Ebenfalls dort fand sich der Weihestein des Lucius Gellius Celerianus, Centurio der Legio XXII Primigenia.
Grabungen der Reichs-Limeskommission unter Friedrich Kofler folgten 1886, 1896 und 1902. Kofler durchsuchte vornehmlich das Gebiet der Benediktinerabtei, ohne auf eindeutig dem Kastell zuzuordnende Befunde zu stoßen. Erst Ernst Fabricius vermutete im Limeswerk das Kastell richtig unter der Seligenstädter Altstadt.
1937 schließlich wurden Teile der Kastellumwehrung bei Kanalarbeiten durch Otto Müller und Karl Nahrgang dort nachgewiesen. Bei erneuten Grabungen im Klosterareal 1951 sowie 1954/55 wurden die dortigen Befunde als Teil des Vicus erkannt. Hinter dem Rathaus erbrachten Ausgrabungen 1975/76 durch Egon Schallmayer einen Ausschnitt der Innenbebauung des Kastells.

## Kastell

### Befunde und Geschichte
Die sehr ausschnitthaften Befunde Nahrgangs und Müllers erlaubten es, die Kastellgröße mit 160 × 190 Meter zu bestimmen. Das Kastell nahm einen großen Teil der Altstadt ein, von der Kaiserpfalz bis über den Marktplatz hinaus und von der Kleinen Maingasse bis an die Mohrmühlgasse.
Als Besatzung ist die cohors I civium Romanorum equitata (1. teilberittene Kohorte römischer Bürger) belegt. Eine Inschrift, die oberhalb der Kanzel der Einhards-Basilika vermauert wurde, nennt diese Einheit. Funde von vier verschiedenen Stempeltypen der Kohorte auf Ziegeln in Seligenstadt legen ebenfalls eine Anwesenheit dieser Einheit nahe. Aus Militärdiplomen ist die Einheit zunächst in Niedergermanien bezeugt, aber bereits seit 116 n. Chr. in Obergermanien nachweisbar. Eine Inschrift aus Großkrotzenburg belegt, dass ihrem Kommandanten, einem Kohortenpräfekt, gleichzeitig die dortige IIII. Vindelikerkohorte unterstand.
Die Grabungen 1975/76 erbrachten einen Ausschnitt der Innenbebauung des Kastells mit zwei 3 × 3 Meter großen Räumen sowie einer davor liegenden Portikus, bestehend aus einem Pfostengraben und einem zweiperiodigen Traufgräbchen. Es bleibt unklar, ob es sich um einen Teil des Stabsgebäudes (Principia) handelt, da es ähnliche Raumgrößen auch bei Mannschaftsbaracken gibt. Damit bleibt auch die Ausrichtung des Kastells unsicher, wahrscheinlich lag das Kastell mit dem Haupttor nach Osten, auf den Main und Limes zu. Dies entspräche auch der Ausrichtung der beiden südlich gelegenen Mainkastelle Stockstadt und Niedernberg.

### Badegebäude
Die frühen Grabungen am südöstlich des Kastells gelegenen Badegebäude haben nicht das komplette Gebäude erfasst. Im Wesentlichen wurden die hypokaustierten Heiß- und Laubaderäume angeschnitten. Vermutlich handelte es sich um ein Bad des Reihentyps, bei dem die unterschiedlich temperierten Räume nacheinander genutzt wurden. Eine Besonderheit in der Bauweise war das unterschiedliche Höhenniveau der Räume am Abhang zum Mainufer hin. Die Zufuhr mit Frischwasser erfolgte wahrscheinlich von Südwesten mittels eines Abzweiges des dort verlaufenden, heute kanalisierten Breitenbachs.
Im Kastellbad wurden zahlreiche gestempelte Ziegel gefunden, darunter viele der 22. Legion aus Mainz sowie der coh. I c.r. eq. Die Funde waren bereits zu Zeiten der Reichs-Limeskommission verschollen. Im Landschaftsmuseum Seligenstadt werden heute wenige Ziegelstempel aus späteren Grabungen ausgestellt.

### Datierung
Die Funde aus den Grabungen 1975/76 (hier besonders aus den Traufgräbchen), die inschriftlichen und Ziegelfunde legen folgende Chronologie nahe: Erste Holzbauphase um 100 n. Chr. Der Ausbau in Stein erfolgten dann um 150 n. Chr. Das passt gut zu der Datierung der umliegenden Kastelle, namentlich Großkrotzenburg, das vermutlich erst nach der Aufgabe des Kastells Hanau-Salisberg in trajanischer Zeit entstand. Analog dazu könnte südlich des Mains eine gleiche Entwicklung mit der Aufgabe des Kastells Hainstadt für Seligenstadt vorliegen.
Das Kastell bestand bis in die Zeit des Limesfalls um 260 n. Chr. Spätantike Funde aus dem 1975/76 freigelegten Kastellinneren bestätigen die Anwesenheit von Alamannen in nachrömischer Zeit. Zu diesen Funden gehören ein Follis des Constans, ein Beinkamm sowie rädchenverzierte Argonnensigillata.

### Zivilsiedlung und Gräberfelder
Das zugehörige Kastelldorf (Vicus) erstreckte sich an den drei Landseiten um das Kastell herum. Einzelne Funde reichen im Norden über die Stadtmühl- und die Schlüsselgasse hinaus. Im Klostergelände südlich des Kastells konnten mehrere Gruben, Straßen und Keller nachgewiesen werden. Die Ausdehnung nach Westen ist unsicher. Hier wurde 1965 ein Münzschatz aus 162 Denaren gefunden, der heute im Museum ausgestellt ist. Vermutlich war der während Kanalarbeiten durch den Bagger auseinandergerissene Schatz umfangreicher als publiziert, da die Funde nicht komplett in öffentliche Sammlungen kamen. Er könnte ursprünglich bis zu 500 Münzen umfasst haben. Die Funde  aus dem Vicus reichen zeitlich bis zum Limesfall um 260 n. Chr.
Der Fund eines Graffito auf einer Terra Sigillata-Scherbe (...OGABI NVNDINENSIVM) wird als Nennung einer Marktgottheit interpretiert und könnte andeuten, dass in Seligenstadt ein römischer Markt existiert hat. Eine Inschrift mit Nennung eines beneficiarius consularis könnte Hinweis auf eine Station dieser Polizeitruppe ähnlich wie in Obernburg oder Großkrotzenburg sein.
Gräberfelder befanden sich erwartungsgemäß an den südlichen, westlichen und nördlichen Ausfallstraßen. Ein großes Gräberfeld befand sich in der Umgebung des Steinheimer Tores, ein weiteres unter der evangelischen Kirche und an der Froschhausener Straße. Häufige Gefäßfunde, wenige Münzfunde und viele Einzeluntersuchungen römischer Gräber bei Bauarbeiten fügten das Gesamtbild dieser Gräberfelder zusammen.
Die Römerstraßen entsprechen der Verbindung am Main von Stockstadt zu den nachgewiesenen Mainbrücken bei Großkrotzenburg und Kesselstadt sowie westlich der Verbindung über Babenhausen nach Dieburg. Die im Main 1887 aufgefundenen Reste einer hölzernen Brücke stammen wahrscheinlich aus karolingischer Zeit oder noch später aus dem Mittelalter.

## Museum Seligenstadt
Das örtliche Museum befindet sich in der ehemaligen Benediktinerabtei Kloster Seligenstadt, der Eingang erfolgt vom Klosterhof aus. Das RegioMuseum (früher: Landschaftsmuseum Seligenstadt) informiert über Römerzeit, Kloster- und Stadtgeschichte sowie Volkskunde. Gleich rechts im Eingangsbereich wird der Weihestein aus dem Maintorturm ausgestellt. Die römische Abteilung befindet sich im 1. Stock. Sie enthält Teile einer Jupitersäule, große Mengen Keramikfunde, darunter gestempelte Ziegel, sowie Teile des erwähnten Münzschatzes.

## Denkmalschutz
Das Kastell Seligenstadt und die erwähnten Anlagen sind als Teil des Obergermanisch-Raetischen Limes seit 2005 Teil des UNESCO-Welterbes. Außerdem sind es Bodendenkmäler nach dem Hessischen Denkmalschutzgesetz. Nachforschungen und gezieltes Sammeln von Funden sind genehmigungspflichtig, Zufallsfunde an die Denkmalbehörden zu melden.